# Folies Bergère (París)
El Folies Bergère és el nom d'un cèlebre cabaret de music-hall situat en el número 32 del carrer Richer del districte 9è, a París. Aquest establiment va conèixer una notable popularitat entre 1890 i 1920. Fou el símbol dels anys folls, de la Belle Époque. En aquest cabaret hi actuà Joséphine Baker.
L'edifici fou construït com una casa d'òpera per l'arquitecte Plumeret. S'obre el dia 2 de maig de 1869 amb el nom de Folies Trevise. El dia 13 de setembre de 1872 és rebatejat Folies Bergère. El cabaret ha sobreviscut al seu passat i avui en dia, continua presentant espectacles de varietats.

## Història

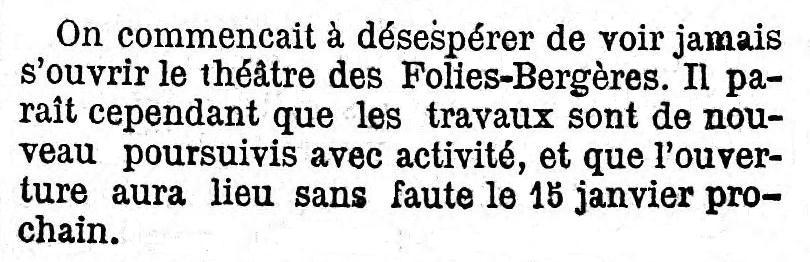
Le Gaulois, 17 de desembre de 1868

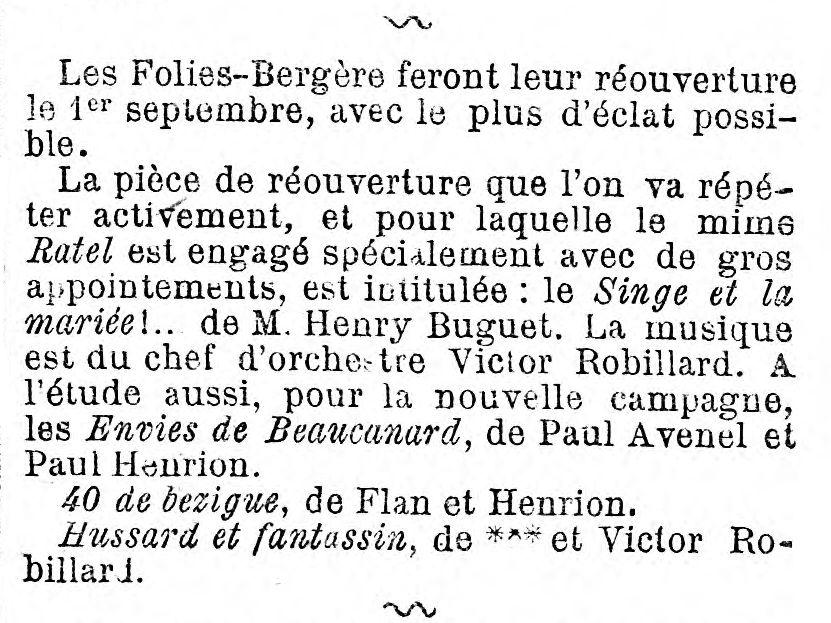
Le Gaulois, 3 d'agost de 1869

El 1860, una gran botiga de roba de llit ocupava el lloc que pertanyia a l'hospital Quinze-Vingts. El l 2 de maig de 1869, aquesta botiga obre una sala d'espectacles amb el nom de "Folies Bergère". El nom escollit fa referència a les folies, cases d’entreteniment del segle xviii, després teatres i, al nom de la rue Bergère, situada no gaire lluny del carrer Richer. Això explica l'absència de "s" a Bergère i permet tenir un nom que tingui 13 lletres per superstició.
El 1912 va tenir lloc la primera aparició a l'escenari d'una dona completament nua.

Així mateix, assenyala la importància de les plomes en els seus vestits: 
| « | Les plomes són una gran responsabilitat que no s'ha de prendre a la lleugera. | » |

El 1936, per dirigir la revisió En Super Folies Derval va portar Joséphine Baker de Nova York i va demanar a Michel Gyarmathy, un jove hongarès que havia arribat recentment del seu Balassagyarmat natal, que dissenyés el cartell.
L'agost de 1974, Antonia Derval transmet els seus poders a Hélène Martini, "l'emperadriu de la nit", que, vint-i-cinc anys abans, havia estat "model nua" al Folies Bergère, després de ser deportada a un camp de concentració durant la guerra.
El setembre de 2011, el teatre de les Folies Bergère és adquirit per Lagardère SCA per 9 milions d'euros, en associació amb Jean-Marc Dumontet, que garanteix la gestió de l'antic music-hall.
En 2012, Hélène Martini ven 6000 vestits creats en el music-hall entre 1974 i 2002.
En 2013, Lagardère SCA es converteix en l'únic posseïdor de Folies Bergère recuperant les accions de Jean-Marc Dumontet.
El 6 de gener de 2018 s'organitza una vetllada en homenatge al "esperit Charlie", en homenatge als dibuixants assassinats durant l'atemptat contra Charlie Hebdo de 2015.

## Arquitectura
El teatre original, inaugurat el 1869, va ser dissenyat com a teatre d’òpera per l’arquitecte Plumeret, en l'estil eclèctic que va caracteritzar el final del Segon Imperi.

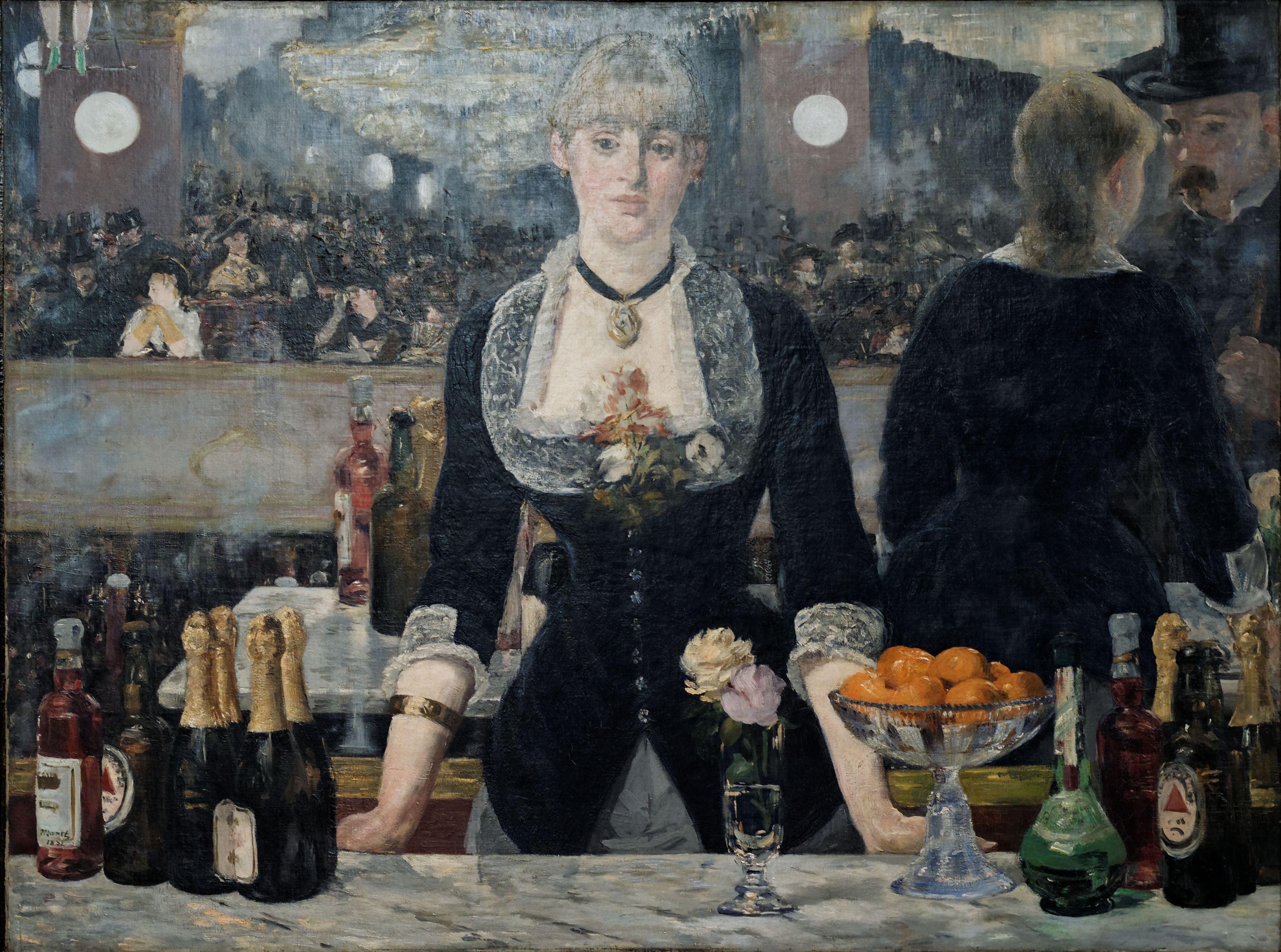
Bar aux Folies Bergère, d'Édouard Manet (1881-1882)
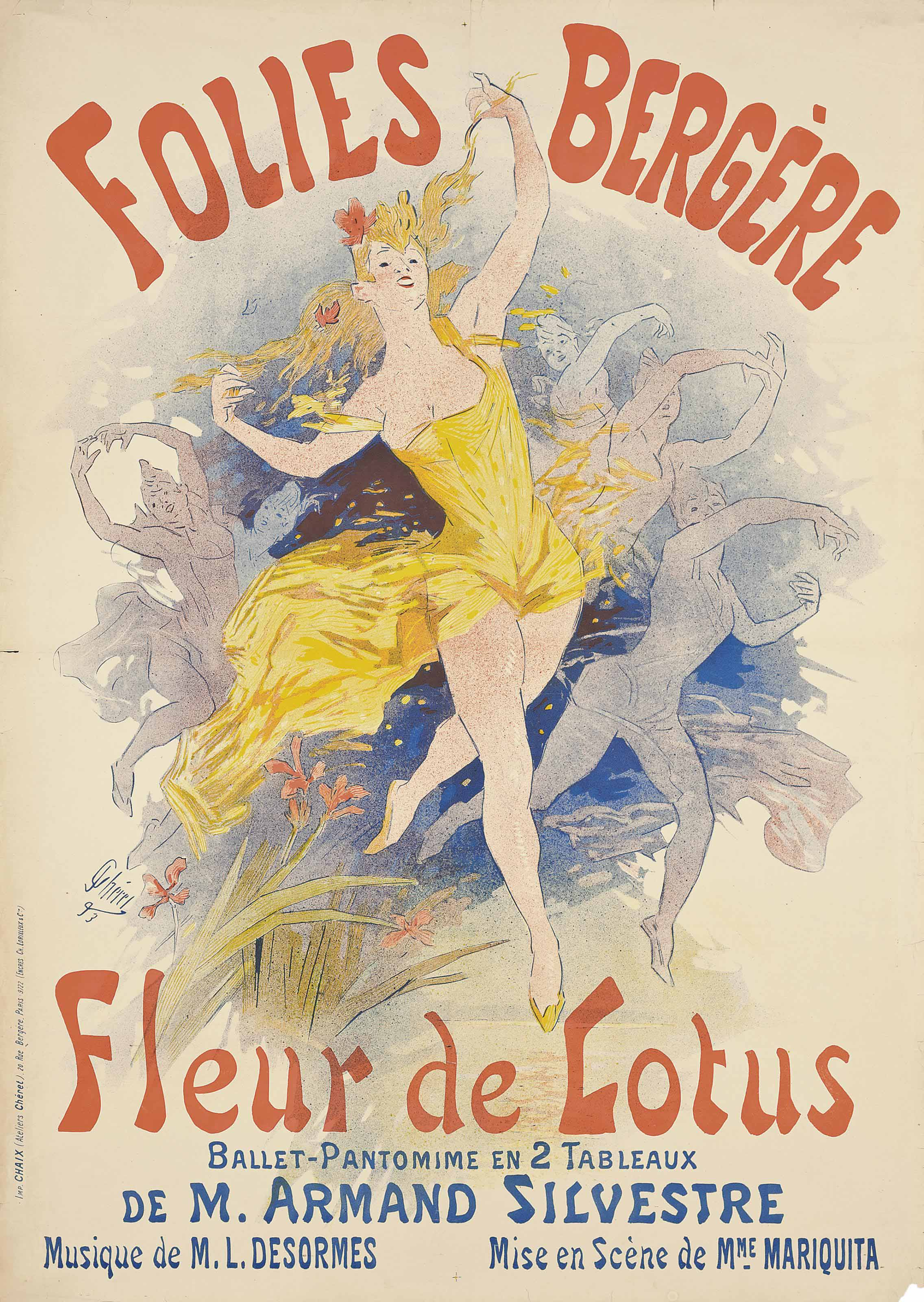
Flor de lotus, de Jules Chéret (1893)
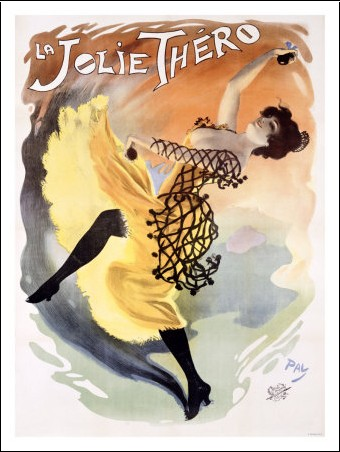
La Jolie Théro, de Jean de Paleologu
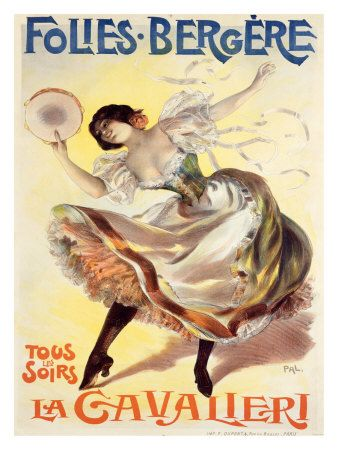
Els Cavalieri
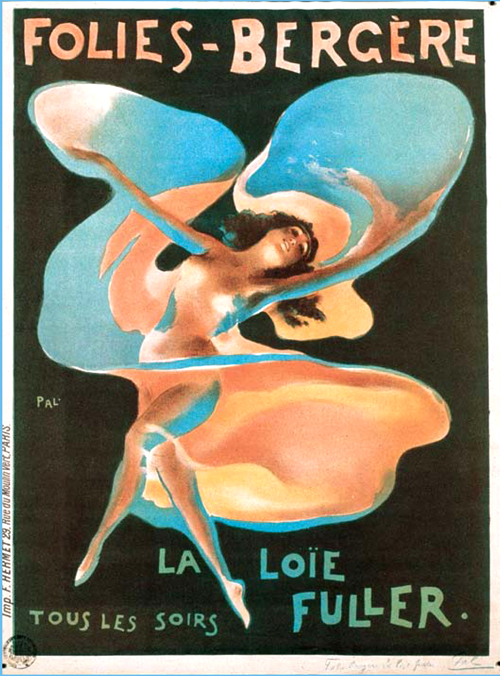
Loïe Fuller (vers 1895)
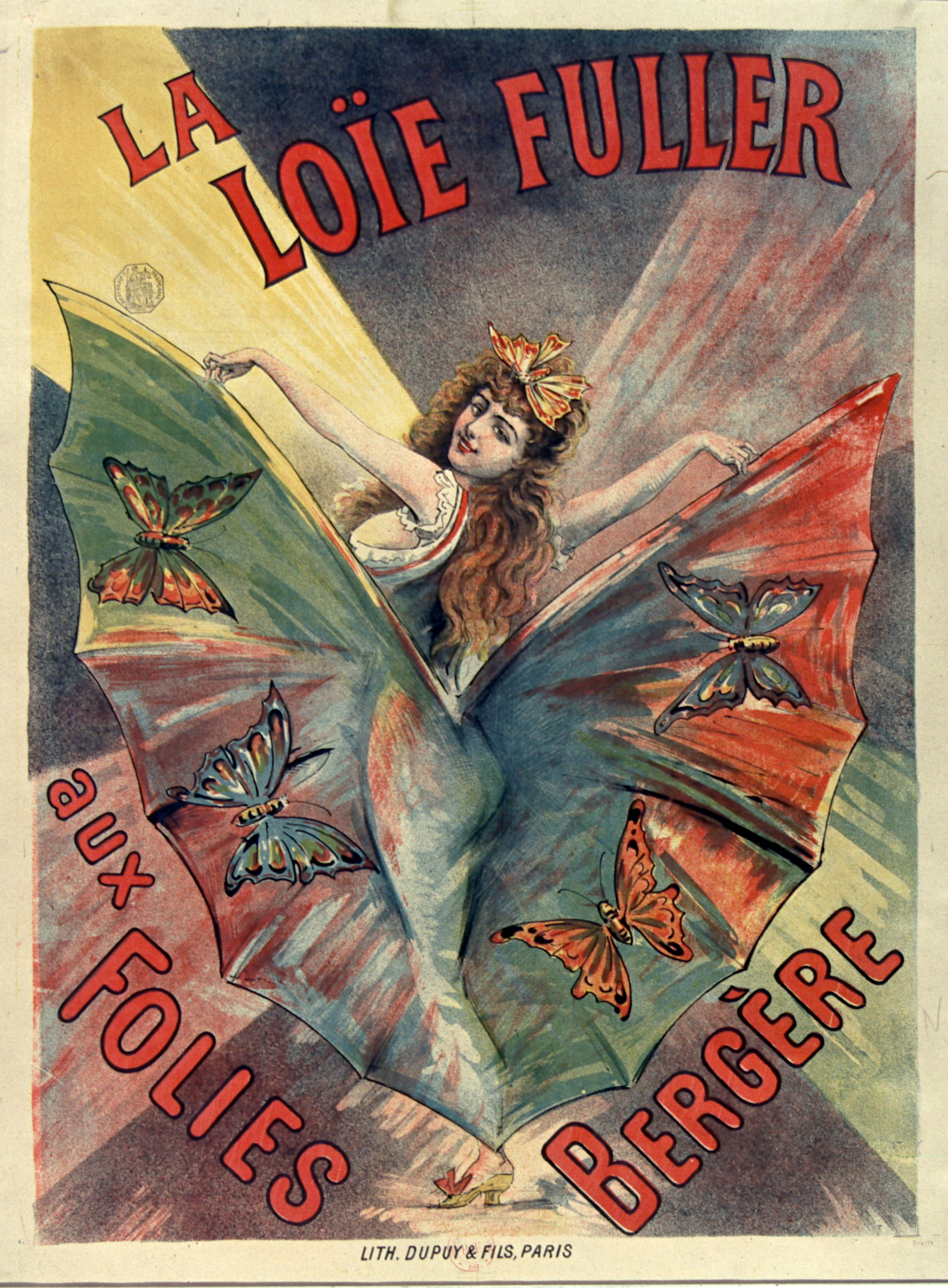
La Loïe Fuller, d'Henri de Toulouse-Lautrec (vers 1895)
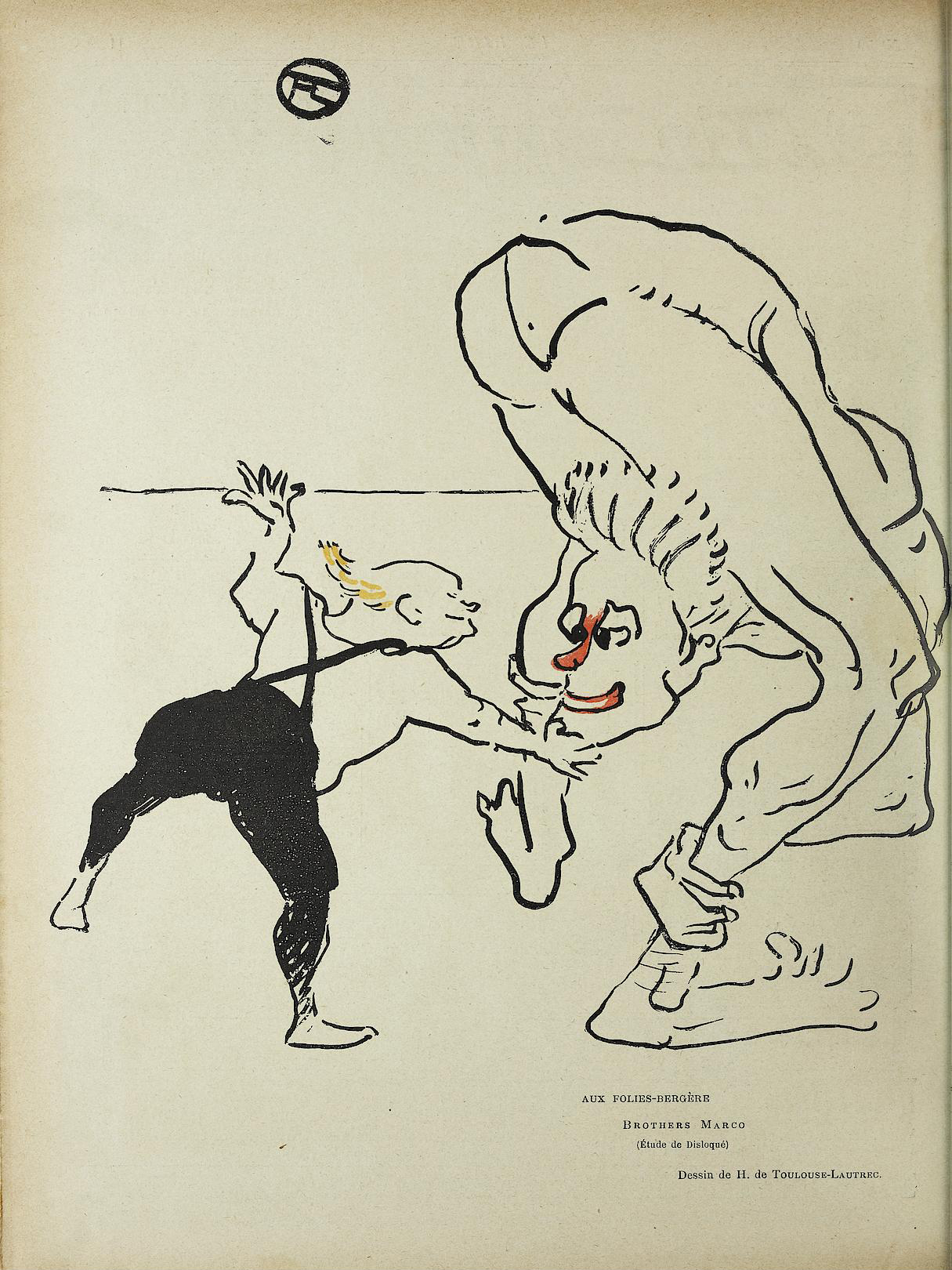
Germans Marco, d'Henri de Toulouse-Lautrec (vers 1895)
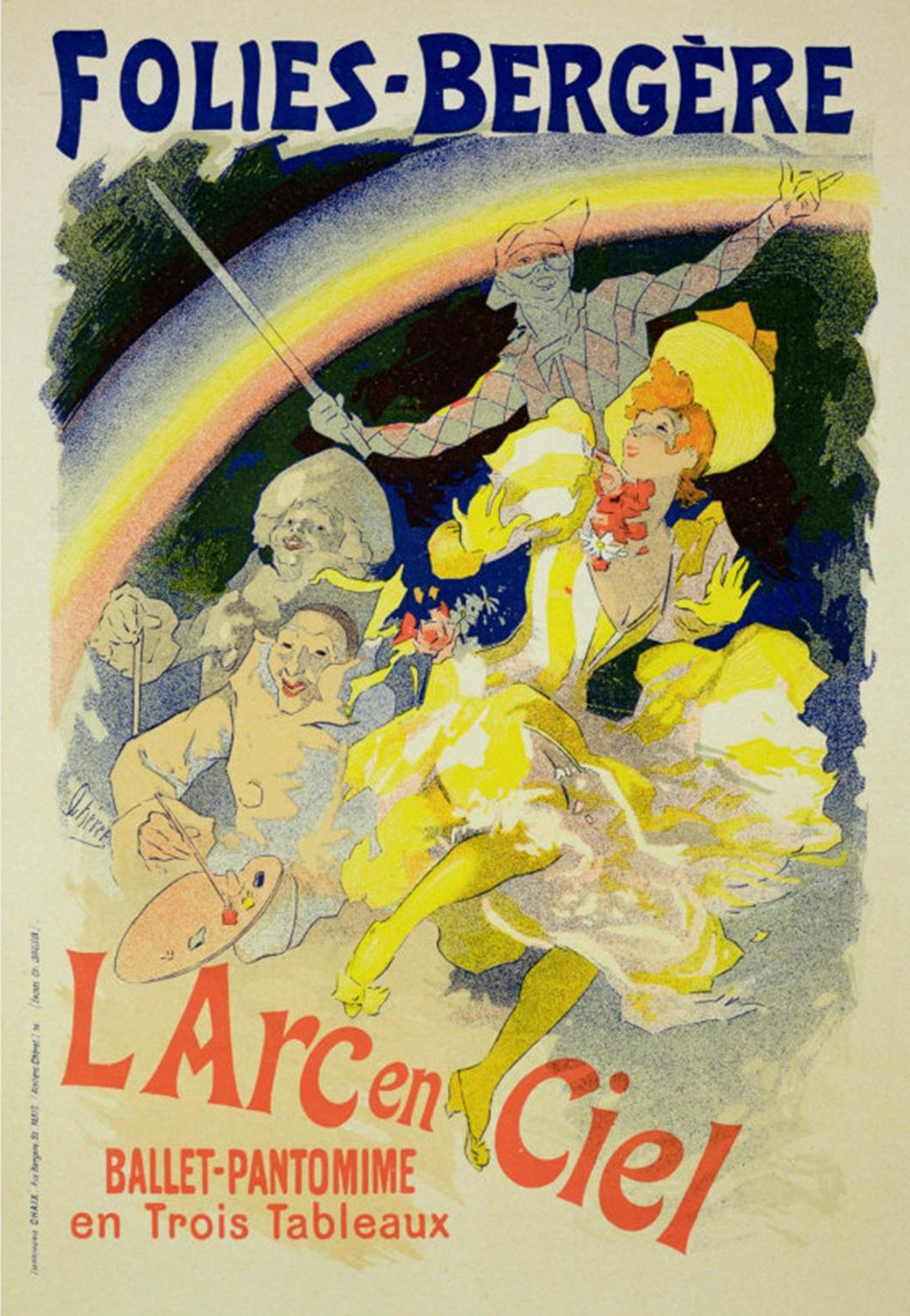
L’arc de Sant Martí (c. 1896)
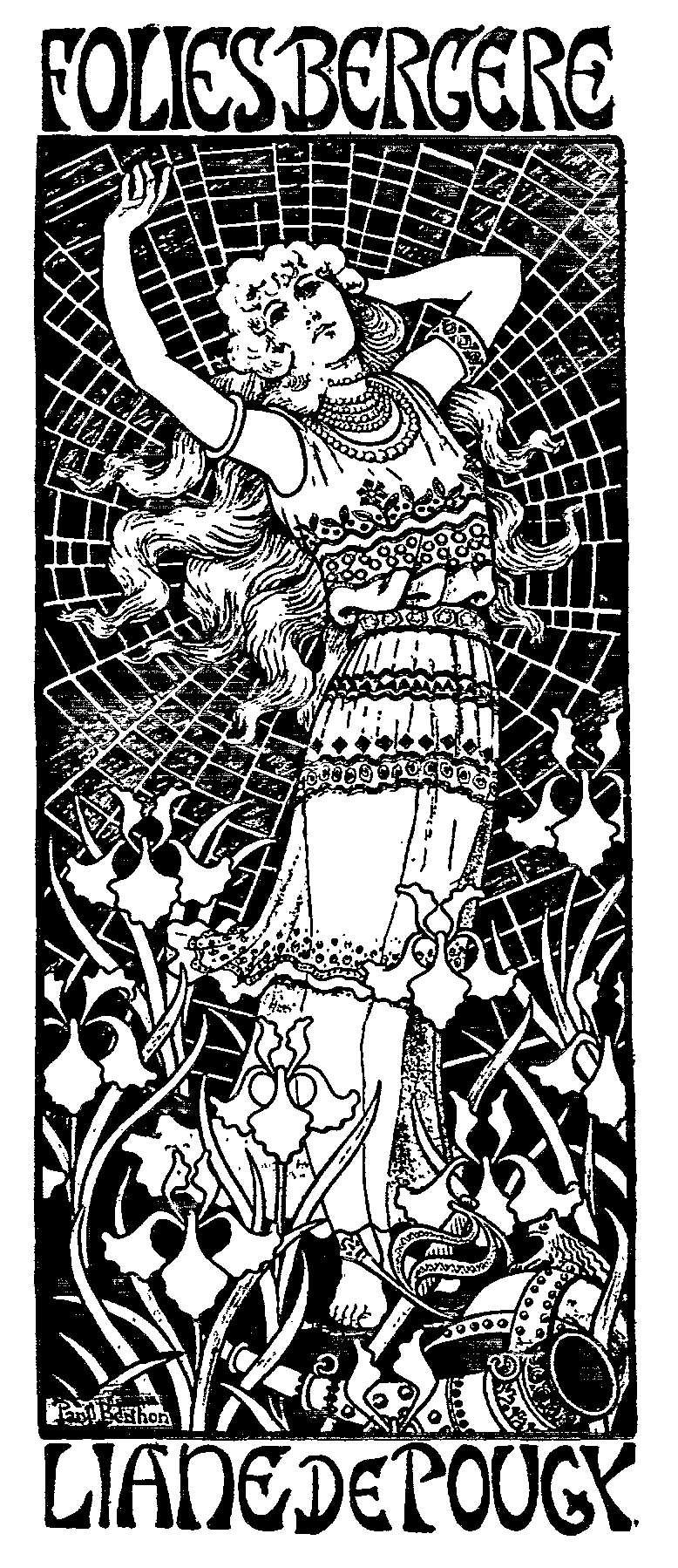
Liane de Pougy al Folies Bergère (1896)
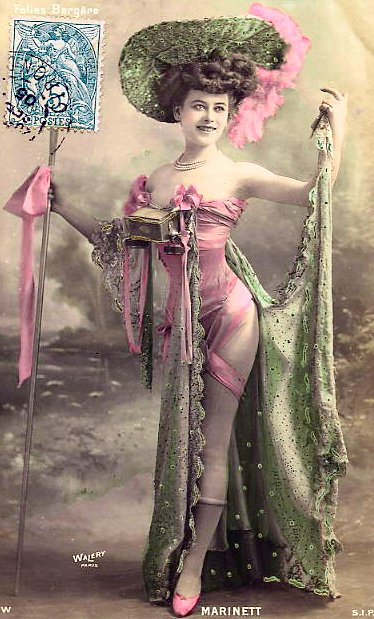
Ballarí (vers 1900)
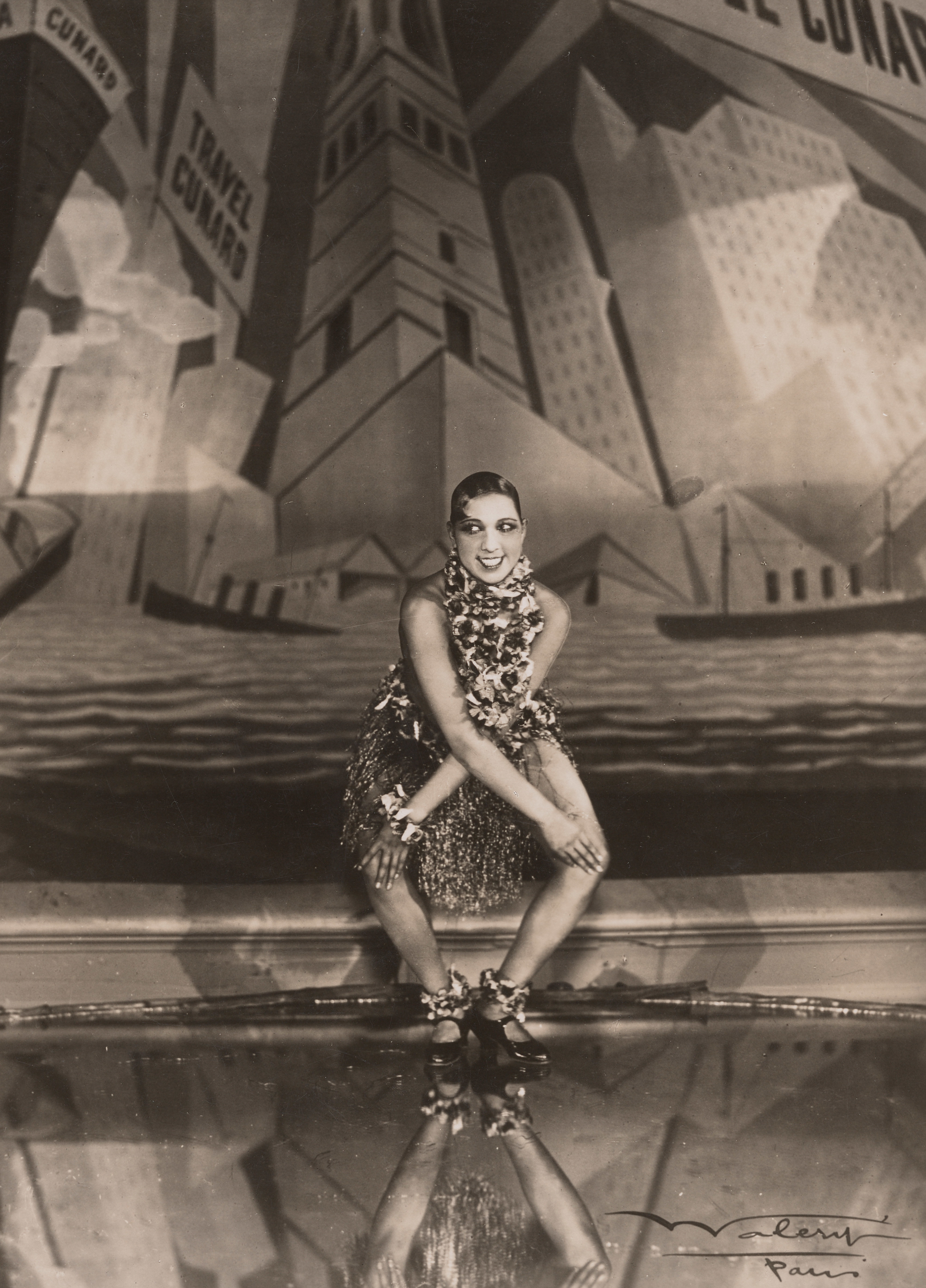
Joséphine Baker ballant el xarleston a la Revue nègre (1926)